# Spicheren
Spicheren – miejscowość i gmina we Francji, w regionie Grand Est, w departamencie Mozela.
Według danych na rok 1990 gminę zamieszkiwało 3008 osób, a gęstość zaludnienia wynosiła 371 osób/km² (wśród 2335 gmin Lotaryngii Spicheren plasuje się na 145. miejscu pod względem liczby ludności, natomiast pod względem powierzchni na miejscu 739.).